# Captain Hollywood Project
Captain Hollywood Project was een Duitse eurodanceact die actief was tussen 1992 en 1997 en nog geregeld een comeback maakte.
De centrale figuur van de act is rapper Captain Hollywood, Tony Dawson-Harrison (Newark, 1962), die als soldaat in Duitsland gelegerd was in de jaren 80. Hij werkte met La Toya Jackson en C.C.Catch voor hij door producer Ruud van Rijen met rapper-producer Ricardo Overman (MC Fixx-It) en Hanks & Janks in 1989 als rapper toegevoegd werd aan de nieuwe danceact Twenty 4 Seven naast zangeres Nance Coolen. In 1991 verliet hij de groep na een conflict met Van Rijen en werd vervangen door de Nederlandse rapper Stacey Seedorf (Stay-C).
In 1992 bracht Captain Hollywood Project de eerste single More and More uit wat meteen de grootste hit werd van de groep. In totaal werden drie albums uitgegeven en verschillende singles behaalden de hitnoteringen waarvan Only with You (1992) en Flying High (1994) de hoogste posities.

## Discografie

### Albums
| Album met eventuele hitnotering(en) in de Nederlandse Album Top 100 | Datum van verschijnen | Datum van binnenkomst | Hoogste positie | Aantal weken | Opmerkingen |
| ------------------------------------------------------------------- | --------------------- | --------------------- | --------------- | ------------ | ----------- |
| Love Is Not Sex                                                     | 1993                  | 08-03-1993            | -               | -            |             |
| Animals Or Human                                                    | 1995                  | 30-03-1995            | -               | -            |             |
| The Afterparty                                                      | 1996                  | 18-11-1996            | -               | -            |             |

### Singles
| Single met eventuele hitnotering(en) in de Nederlandse Top 40 | Datum van verschijnen | Datum van binnenkomst | Hoogste positie | Aantal weken | Opmerkingen |
| ------------------------------------------------------------- | --------------------- | --------------------- | --------------- | ------------ | ----------- |
| More and more                                                 | 1993                  | 30-01-1993            | 6               | 11           |             |
| Only with you                                                 | 1993                  | 27-03-1993            | 14              | 7            |             |
| All I Want                                                    | 1993                  | 03-07-1993            | 32              | 3            |             |
| Impossible                                                    | 1993                  | 13-11-1993            | 26              | 6            |             |
| Flying High                                                   | 1995                  | 28-01-1995            | 4               | 10           |             |
| Find another way                                              | 1995                  | 29-04-1995            | 31              | 5            |             |

| Single met hitnotering(en) in de Vlaamse Ultratop 50 | Datum van verschijnen | Datum van binnenkomst | Hoogste positie | Aantal weken | Opmerkingen |
| ---------------------------------------------------- | --------------------- | --------------------- | --------------- | ------------ | ----------- |
| All I Want                                           | 1993                  | 26-06-1993            | 32              | 5            |             |
| Find Another Way                                     | 1995                  | 22-04-1995            | 37              | 2            |             |
| Flying High                                          | 1995                  | 18-02-1995            | 13              | 13           |             |
| Impossible                                           | 1993                  | 11-12-1993            | 25              | 7            |             |
| More And More                                        | 1992                  | 16-01-1993            | 2               | 14           |             |
| Only With You                                        | 1993                  | 03-04-1993            | 4               | 12           |             |